# Jonathan Téhoué
Jonathan Kahne Téhoué (Parigi, 3 maggio 1984) è un ex calciatore francese, di ruolo attaccante.

## Carriera
Ha giocato nella massima serie dei campionati turco, belga e francese, e nella seconda divisione francese.